# Радзинек
Радзинек (пол. Radzynek) — село в Польщі, у гміні Бжузе Рипінського повіту Куявсько-Поморського воєводства.
Населення — 241 особа (2011).
У 1975-1998 роках село належало до Влоцлавського воєводства.

## Демографія
Демографічна структура станом на 31 березня 2011 року:
|          | Загалом | Допрацездатний вік | Працездатний вік | Постпрацездатний вік |
| -------- | ------- | ------------------ | ---------------- | -------------------- |
| Чоловіки | 126     | 30                 | 83               | 13                   |
| Жінки    | 115     | 24                 | 65               | 26                   |
| Разом    | 241     | 54                 | 148              | 39                   |